# Antigone (Bauchau)
Pour les articles homonymes, voir Antigone.
Antigone est un roman d'Henry Bauchau publié en 1997,.
Il a remporté le prix Victor Rossel – ex æquo avec La Télévision de Jean-Philippe Toussaint – en 1997.

## Présentation
Ce roman est l'une des rares versions romanesques de l'histoire d'Antigone, plus souvent adaptée au théâtre. Salué par la critique et par de très nombreux lecteurs et lectrices, il fait partie d'un ensemble de trois ouvrages consacrés par l'écrivain aux récits hérités de la tradition grecque, principalement des tragédies de Sophocle, et parmi celles-ci, singulièrement d'Œdipe-Roi. Henry Bauchau a en effet publié aussi, chez le même éditeur, Œdipe sur la route et Diotime et les lions. Ce dernier ouvrage, plus bref, constituait à l'origine une partie du roman consacré à la figure d'Œdipe. Le personnage d'Antigone apparait donc d'abord dans celui-ci : elle accompagne son père chassé de Thèbes, et elle partage avec lui son errance, pendant dix ans, autour de la ville dont il avait été roi et dont il est banni. Avec lui, elle connaît la pauvreté et l'insécurité, avant de trouver, au Pays des Collines, un refuge provisoire ; les habitants, considérant notamment ses qualités militaires (elle leur apprend à se battre comme les soldats thébains), lui proposent de rester et de devenir leur reine, mais c'est une royauté à laquelle elle renonce, se sentant attirée par une autre vocation, dont elle ne sait rien encore. Elle accompagne donc Œdipe jusqu'à Athènes, où il disparaît.
Le roman spécifiquement consacré à Antigone commence ensuite, et va reconstituer, en prose narrative contemporaine, le monde de la légende devenue mythe. Henry Bauchau reprend à sa manière les épisodes de celui-ci, mais il ajoute un nouveau personnage à la famille : Ismène, la sœur d'Antigone, est cette fois un personnage à part entière, dont la présence renforce celle des femmes dans l'intrigue. Contrairement au roman Œdipe sur la route, Antigone est un récit presque linéaire, sans les brisures ni le côté fragmentaire qui correspondait au destin du roi déchu. Mais, comme Œdipe sur la route, son écriture est marquée par l'influence de la psychanalyse, laquelle s'était déjà emparée depuis longtemps de la figure ex-royale du Grand Mendiant. Elle est aussi portée par la forte attention au féminin qui caractérise l'écrivain, pour qui "l'écriture est féminine".  
Cette version d'Antigone de la fin du XXe siècle met l'accent sur le sens politique de la confrontation entre la jeune femme et Créon, quand l'avant-XIXe siècle insistait, par la tradition, sur le dévouement familial de l'héroïne : Antigone est une figure de la dissidence nécessaire par rapport à un pouvoir, ici patriarcal, qui ne cesse de vouloir s'imposer par la loi et la volonté d'ordre, quand Antigone veut l'amour et la justice. À l'arrière-plan, la figure de Jocaste revient sous la forme de souvenirs  figure d'une humanité qui assume ses propres limites. 

## Résumé
Contrairement à la pièce de Sophocle, le roman d'Henri Bauchau raconte l'avant de l'affrontement entre les deux frères, Etéocle et Polynice, qui se battent pour le trône de Thèbes. En effet, Etéocle est à la tête de Thèbes, mais Polynice, son jumeau aîné, le revendique comme lui revenant de droit ; il lève une armée étrangère afin de combattre l'armée de son frère, et chacun prépare la guerre. Créon, frère de Jocaste, partage le trône avec Etéocle et influence ses décisions.
Antigone rentre à Thèbes après un exil de dix années, durant lequel elle a servi de guide à son père aveugle, Œdipe, sur la route. Elle décide de rentrer dans sa ville natale afin de tenter d'empêcher ses deux frères de s'entretuer pour le trône. Elle retrouve sa sœur Ismène dès le début, qui tente de la convaincre de l'impossibilité de son entreprise. Elle rencontre aussi Hémon, le fils de Créon, qui s'éprend d'elle, à la grande contrariété de son père qui la tient comme dangereuse pour ses affaires. 
Elle retrouve d'abord Etéocle, et se rend compte de sa détermination à conserver le trône. Il demande à Antigone de faire deux sculptures, de lui et de Polynice, et de les porter à ce dernier, ainsi que son meilleur étalon. Antigone y voit la possibilité d'un accord, d'un rapprochement entre les deux frères, mais une fois arrivée au camp de Polynice, après lui avoir offert les cadeaux d'Etéocle, elle prend conscience de l'impossibilité de trouver un juste accord. Les deux frères avancent vers le combat de manière irrémédiable, qui rappelle la dimension fatale du destin tragique antique. 
Elle rentre à Thèbes et poursuit le rôle de soignante qu'elle s'était attribué ; elle accueille les malades et les blessés de Thèbes et les soigne dans sa maison. Mais l'or donné par Etéocle s'épuise rapidement alors qu'il est parti de Thèbes afin de préparer la guerre. Antigone se retrouve alors à devoir mendier en place publique, à réintégrer ce rôle qu'elle avait appris lors de son errance avec Œdipe. Son cri lancinant amène les thébains à offrir ce qu'ils ont, et cette mendicité lui permet de créer des liens forts avec certains d'entre eux qui deviennent ses protecteurs. 
Après que la guerre ait été déclarée, Hémon fait prisonnier un des hommes de Polynice, Timour, chef de l'armée étrangère qu'il a rallié à son parti. Cet homme possède un arc, et apprend à Antigone le "don de l'arc", qui lui permettra de prendre part à la guerre depuis l'enceinte de Thèbes, et la confrontera à la possibilité d’occire Polynice : par ce geste, elle sauverait Etéocle, et elle sauverait Thèbes de la domination de Créon, faisant d'Etéocle le roi légitime. Mais elle est incapable de faire ce choix, condamnant ses deux frères ensemble. 
Pendant l'assaut, Etéocle et Polynice se retrouvent en combat singulier. Affaibli, Polynice semble quitter le duel, mais il prend en fait de l'élan pour se jeter, avec Etéocle, du haut des murailles de Thèbes. Ils meurent ainsi ensemble, se retrouvent dans la mort après les déchirements qui les ont éloignés. 
Créon décide de rendre les honneurs à Etéocle, mais de laisser le corps de Polynice sans sépulture pour avoir pris les armes contre sa propre cité. Antigone se rend sur les lieux de cet outrage et entreprend de recouvrir le corps de Polynice et de lui rendre les derniers hommages afin de lui permettre d'entrer dans la vie éternelle. Mais elle se fait prendre par les hommes de Créon, qui la condamne à être enterrée vivante. 

Dans son refus absolu de choisir un camp, Antigone tient tête à la politique, et à son oncle Créon. Mais ce refus de condamner l'un ou l'autre est aussi une condamnation de ses deux frères à la fois, profondément liés par une haine et un amour indissociables, que la plume d'Henri Bauchau fait remonter à leur enfance, faisant appel à la psychologie. La gémellité d'Etéocle et Polynice semble ainsi profondément inscrite dans leur rapport l'un à l'autre : ils sont présentés tout au long du roman comme les deux faces d'une entité, indissociables l'un de l'autre, indéfectiblement liés. C'est d'ailleurs enlacés qu'ils meurent, Polynice choisissant de renverser Etéocle, l'emportant dans sa chute mortelle. Polynice est solaire, Etéocle plus ténébreux, le roman décline cette dualité à de nombreuses reprises. 
Par son refus de choisir l'un ou l'autre de ses frères, Antigone, jusqu'au bout, est incapable d'en sauver un, mais c'est un message d'amour et de justice qu'elle transmet à chaque instant du roman.

## Mythe
Le roman d'Henri Bauchau est une réécriture du mythe grec, où interviennent certaines inventions de sa part. Le roman est pris en charge à la première personne par Antigone même, ce qui permet d'ancrer le mythe dans un quotidien qui nous rend les personnages plus proches. 

On peut se référer à l'article Etéocle pour revenir au mythe sur l'origine du déchirement entre Etéocle et Polynice. 

## Personnages
- Antigone, fille d'Œdipe et de Jocaste, sœur d'Ismène, Polynice et Etéocle.
- Etéocle, roi de Thèbes, frère d'Antigone, Polynice et Ismène.
- Polynice, frère jumeau aîné d'Etéocle, revendiquant le trône de Thèbes.
- Ismène, sœur d'Antigone.
- Créon, frère de Jocaste, il récupère le trône après la mort de Polynice et d'Etéocle.
- Hémon, fils de Créon, prétendant d'Antigone.
- K, Main d'or, Zed, amis et adjuvants d'Antigone.
- Vasco, conseiller militaire et ami d'Etéocle, il se sacrifie une fois Etéocle disparu.
- Timour, chef de l'armée étrangère soulevée par Polynice, il transmet le "don de l'arc" à Antigone.

## Publications
Le roman, repris plusieurs fois dans des collections de poche (Actes Sud, J'ai Lu), existe aussi en version audiophonique. Il a également fait l'objet d'adaptations à la scène (théâtre et opéra), dont des captations sont disponibles en DVD. 
D'autre part, lié au roman lui-même, le Journal d'"Antigone" a été publié en 1999 par l'écrivain. 

## Éditions
- Actes Sud  (ISBN 2742713387)
- Livraphone (version audio)  (ISBN 9782878092974)